# Tianeti
Tianeti (in georgiano თიანეთი) è un comune della Georgia, situato nella regione di Mtskheta-Mtianeti.